# Limbi mongolice
Limbile mongolice formează ramura de est a familiei limbilor altaice. Principalele limbi mongole actuale sunt: mongola, oirata buriata, calmâca, dongxiang